# Elisabeth (Schiff, 1909)
Elisabeth war der erste Name eines Fahrgastschiffes, das seinen Heimathafen zunächst in Neuruppin und später in Berlin hatte.

## Geschichte
Der Dampfer wurde 1909 auf der Schiffswerft der Gebrüder Maass in Neustrelitz für Otto Jenge in Neuruppin gebaut. Von derselben Werft stammten auch Jenges Schiffe Hildegard (Baujahr 1902) und Graf v. Zieten-Schwerin (Baujahr 1910). Otto Jenge, von den Kindern der Umgebung „Onkel Jenge“ genannt, ließ bereitwillig ein Signal ertönen, wenn ihm zugerufen wurde: „Onkel Jenge, tute mal!“ Als Flugblatt wurde ein Gedicht von Margarete Müller-Jacobi mit dem Titel Mit Onkel Jenge durch die Ruppiner Schweiz verbreitet, in dem eine Fahrt mit der Elisabeth geschildert wird. Nach seinem Tod wurde das Schiff, nun unter dem Namen Onkel Jenge, von Auguste Jenge weiter betrieben. Sie bot Fahrten in die Ruppiner Schweiz, nach Lindow und Wustrau an. Die Abfahrtszeiten ihrer Schiffe Onkel Jenge und Rhinstrom waren auf die Fahrpläne der Züge von und nach Berlin abgestimmt.
Nachdem die Reederei Roland das Schiff übernommen hatte, erhielt es den Namen Roland IV. 1947 wurde es an Walter Haupt verkauft, der es zum Motorschiff umbaute. Nachdem es längere Zeit in Spandau gelegen hatte, wurde das Schiff 1980 verschrottet. Erinnerungen an Otto Jenge und seine Dampfschiffe zeichnete dessen Enkelin Ingrid auf.